# Disa bifida
Disa bifida är en orkidéart som först beskrevs av Carl Peter Thunberg, och fick sitt nu gällande namn av Olof Swartz. Disa bifida ingår i släktet Disa och familjen orkidéer. Inga underarter finns listade i Catalogue of Life.

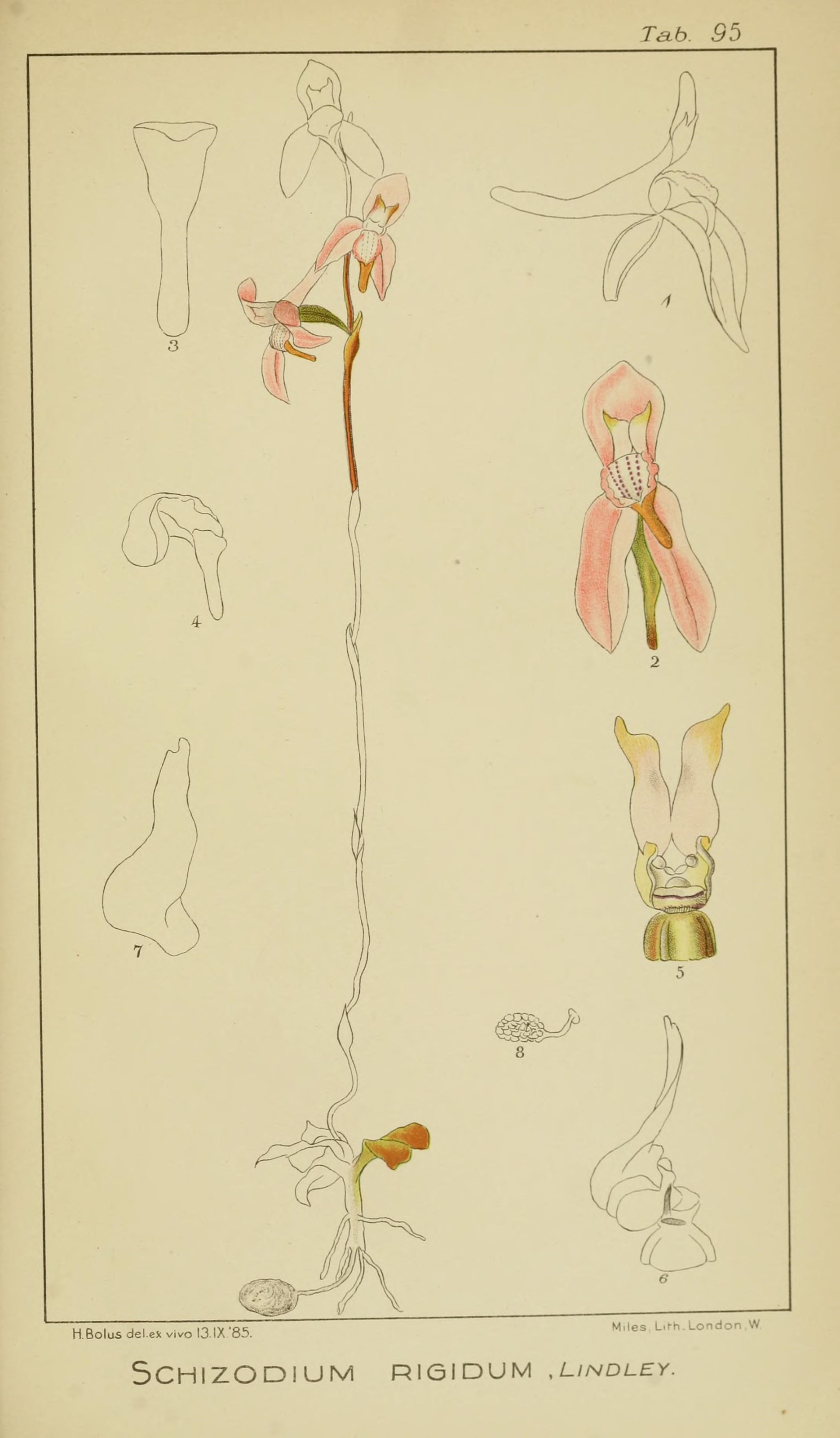

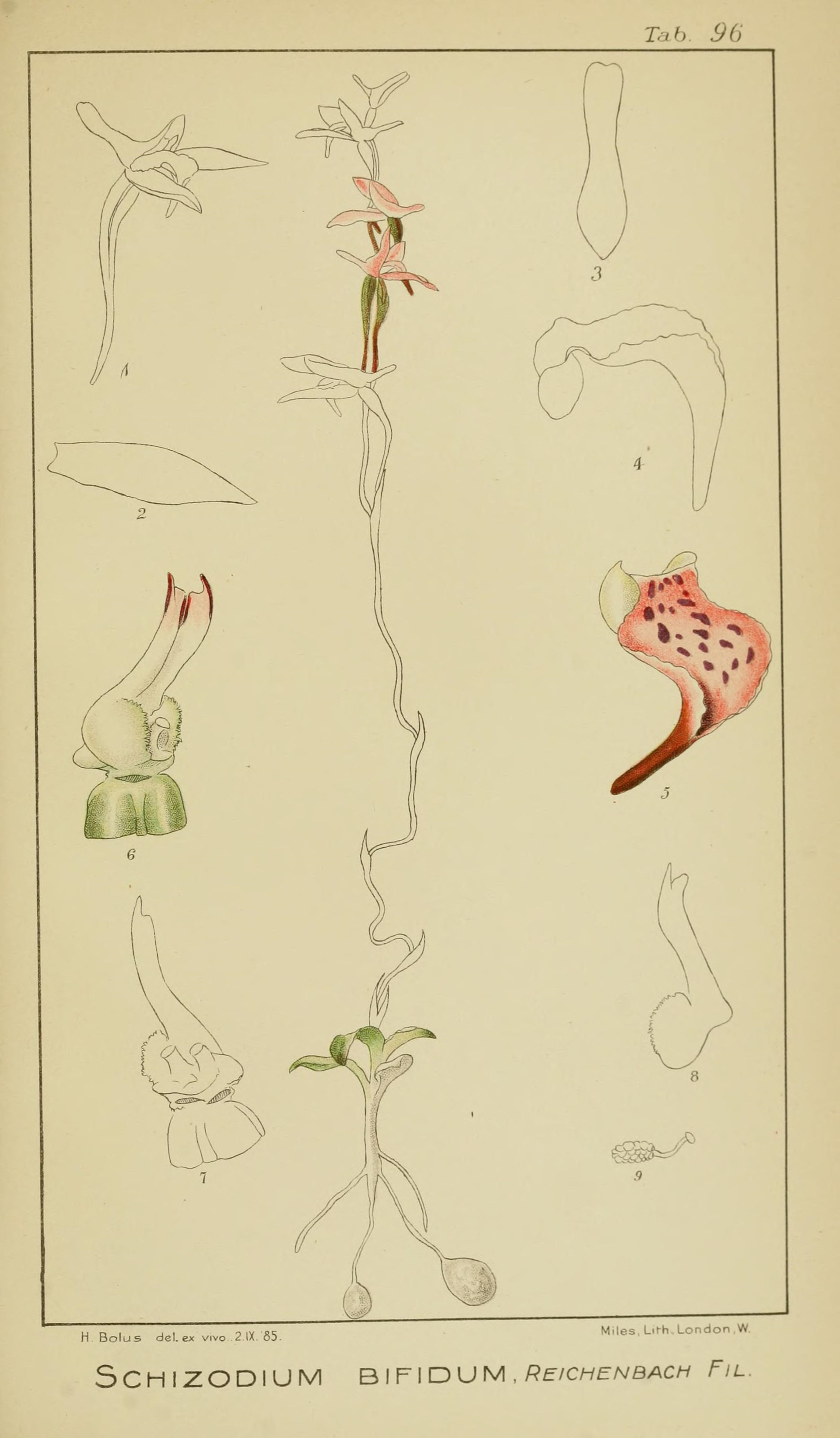